# Carulla
Carulla es una cadena colombiana de supermercados perteneciente al Grupo Éxito . Tiene presencia en el territorio nacional con alrededor de 90 almacenes ubicados en 17 municipios, siendo  Bogotá la ciudad con más almacenes de la marca.

## Historia
Fue fundada en 1905 por el inmigrante español Jorge Carulla Vidal y ahora es una de las mayores empresas de supermercados del país. Fundada en la ciudad de Bogotá.
Carulla ha asociado su marca con productos de frutas y verduras, a pesar de que ofrece gran cantidad de otros productos como otra cadena de supermercados.
En el 2000 se fusionó con Almacenes Vivero con sede en Barranquilla, su entonces rival más frecuente en la costa atlántica. La fusión formada Carulla - Vivero S.A. se convirtió en la segunda tienda minorista más grande de Colombia. Hasta 2006, Carulla - Vivero operaba 156 tiendas; 83 de operado bajo la marca Carulla. 
A partir de 2006 Carulla - Vivero fue adquirida por Almacenes Éxito la mayor empresa de supermercados en Colombia que era propiedad de la minorista francesa Grupo Casino (en el 2023 fue adquirida por la salvadoreña Grupo Callejas). La marca Carulla sigue existiendo después de la fusión, ya que tiene más de 100 años de historia con una fuerte participación en el mercado en Bogotá, Medellín, Cartagena, Barranquilla y Cali.
Carulla también fue el primer minorista en Colombia de usar una tarjeta de fidelización que en la actualidad cuenta con unos 250 000 miembros, llamados de la tarjeta Supercliente. Las 45 000 principales clientes tienen la tarjeta Superliente Diamond ya que representan alrededor del 65% de las utilidades de la empresa.

## Formatos
Los almacenes Carulla se caracterizan por ser de gran superficie, en donde se ofrecen todo tipo de productos de mercado y para el hogar, usualmente cuentan con panadería y restaurante dentro del supermercado. Sin embargo, a través de los años ha ido evolucionando incursionando en nuevos formatos. 

### Carulla Express
Carulla Express es un formato diseñado bajo la idea de un mini-mercado, son almacenes de tamaño pequeño que llevan la experiencia de la marca a una compra ágil. 

### Carulla FreshMarket
Es uno de los formatos más nuevos de la marca, se caracterizan por brindarle al cliente una experiencia superior dentro de sus tiendas. Son almacenes remodelados que le apuntan a un comercio más sano, sostenible, innovador y moderno. 

### Carulla SmartMarket
Es el primer laboratorio de comercio inteligente en Colombia. En este formato se eliminaron las cajas registradoras, permitiéndole a los clientes tener una experiencia 100% tecnológica, gracias a herramientas como reconocimiento facial, asistentes virtuales y realidad aumentada. El formato nace bajo la idea del Check and go, que permite a los usuarios pagar sin necesidad de sacar su billetera o interactuar con un cajero. Este formato fusiona el Carulla FreshMarket con lo último en tecnología.

## Almacenes
| Departamento       | Municipio           | Almacenes |
| ------------------ | ------------------- | --------- |
| Antioquia          | Envigado            | 3         |
| Antioquia          | Medellín            | 10        |
| Antioquia          | Rionegro            | 2         |
| Atlántico          | Malambo             | 1         |
| Atlántico          | Barranquilla        | 6         |
| Bolívar            | Cartagena de Indias | 9         |
| Caldas             | Manizales           | 2         |
| Cundinamarca       | Bogotá              | 49        |
| Cundinamarca       | Cajicá              | 1         |
| Cundinamarca       | Chía                | 2         |
| Cundinamarca       | La Calera           | 1         |
| Cundinamarca       | La Mesa             | 1         |
| Cundinamarca       | Ricaurte            | 1         |
| Meta               | Villavicencio       | 1         |
| Norte de Santander | Cúcuta              | 1         |
| La Guajira         | Albania             | 1         |
| Magdalena          | Santa Marta         | 3         |
| Risaralda          | Pereira             | 5         |
| Valle del Cauca    | Cali                | 5         |